# Ерменихилдо Англада Камараса
Ерменихилдо Англада Карамаса (шп. Hermenegildo Anglada Camarasa; 1872 — 1959) је био шпански сликар. 
Ерменихилдо је рођен је у Барселони, где студира у школи „Llotja School“. Његови рани радови били су под чистим утицајем његовог учитеља, Модеста Ургела. Године 1894, сели се у Париз где све више развија свој сопствени стил, угледавајући се на радове сликара као што су Едгар Дега и Анри Тулуз-Лотрек. Његови радови бивају маркирани интезивним наношењем боја који најављују скори долазак фовизма. Снажни покрети четкице откривају утицај Оријентала и Арапског стила. Удруживши се са покретом Бечке сецесије, његов декоративни стил почиње да личи све више на радове оснивача покрета Густава Климта. Један од Ерменихилдових најпознатијих и најуспешнијих радова је портрет Соње Кламери. 
Ерменихилдо је умро 1959. у Поленци, на острву Мајорка.